# Casa Antoni Tarrés
La casa Antoni Tarrés és un edifici situat al carrer dels Tallers, 45 del barri del Raval de Barcelona, catalogat com a Bé cultural d'interès local.

## Història
El 1777, el terrisser Bernat Barba va demanar permís per a obrir una porta i posar un guardarrodes a la seva casa del carrer dels Tallers, descrita a la documentació notarial com a tres cases amb un carreró, pati, hort i «quadres», forn i altres elements de l’obrador de terrisser.
El 1841, la propietat fou venuda pels seus hereus al gerrer Antoni Tarrés i Bosch (1802-1879), i segons la carta de pagament atorgada pel paleta Josep Servitges, les obres de reforma, empreses aquest mateix any, consistiren en la construcció d'un forn i un dipòsit de llenya amb volta de maons, de tres pisos a la casa interior i, per acabar, d’una galeria. El 1847, Tarrés hi va fer construir un porxo i va pavimentar el pati, entre altres obres de millora, i l'any 1852 va fer enderrocar la part de la finca que donava al carrer dels Tallers, construint-hi un nou edifici de planta baixa i quatre pisos i 100 pams d'alçada, obra de l'arquitecte Josep Buxareu. El 1858, aquest s'encarregà d'un altre edifici de soterrani i cinc pisos al pati d'illa, anomenat «Mostruari» perquè s'hi mostrava in situ la producció de la fàbrica (que realitzà les millors terracotes de mitjans del segle xix): baranes, balustres i altres elements decoratius, gerros amb fruits, etc. als clients per tal que aquests hi poguessin escollir.
A la seva mort el 1879, el negoci va ser continuat pel seu fill Antoni Tarrés i Martínez, que es va associar amb un altre terrisser, probablement Lluís Macià, sota la raó social Centre de Productes Ceràmics Tarrés, Macià i Cia, que el 1929 encara existia com a societat anònima.
El 1923 s'hi va construir un annex a la «quadra» interior, segurament destinada a la foneria de metalls d'Octavi Domènech, que també era el propietari de la finca, l'interior de la qual fou afectat pels bombardejos de la Guerra Civil. El 1939, Domènech va presentar-ne un projecte de reconstrucció que també incloïa l'annex.
Finalment, les construccions de l'interior d'illa foren enderrocades entre 2003 i 2004, i el solar resultant es fa servir com a camp de pràctiques per als estudiants d'Arqueologia de la veïna Facultat de Geografia i Història de la Universitat de Barcelona.

## Descripció
Es tracta d'un conjunt casa-fàbrica del que es conserva l'edifici d'habitatges de planta baixa i quatre pisos, amb un passatge que porta al pati de l'interior de l'illa, que conserva les dimensions originals i el paviment de llambordes deformat pel pas de carruatges. Actualment hi ha un negoci de lloguer de bicicletes.
A la planta baixa hi ha tres accessos amb arc escarser (dos a negocis i un pel passatge) i un petit portal d'accés als habitatges. Per sobre, tots els pisos s'articulen amb una finestra al tram esquerra i al tram dret i un seguit de balcons centrats per a totes les obertures, amb les mateixes dimensions. Les del primer pis es troben unides per una llarga balconada amb barana de forja simètrica però prou elaborada. A la resta de pisos, cada obertura té el seu respectiu balcó. Corona l'edifici una cornisa amb motllura recolzada sobre mènsules grans, amb decoració estriada que recorda a capitells.

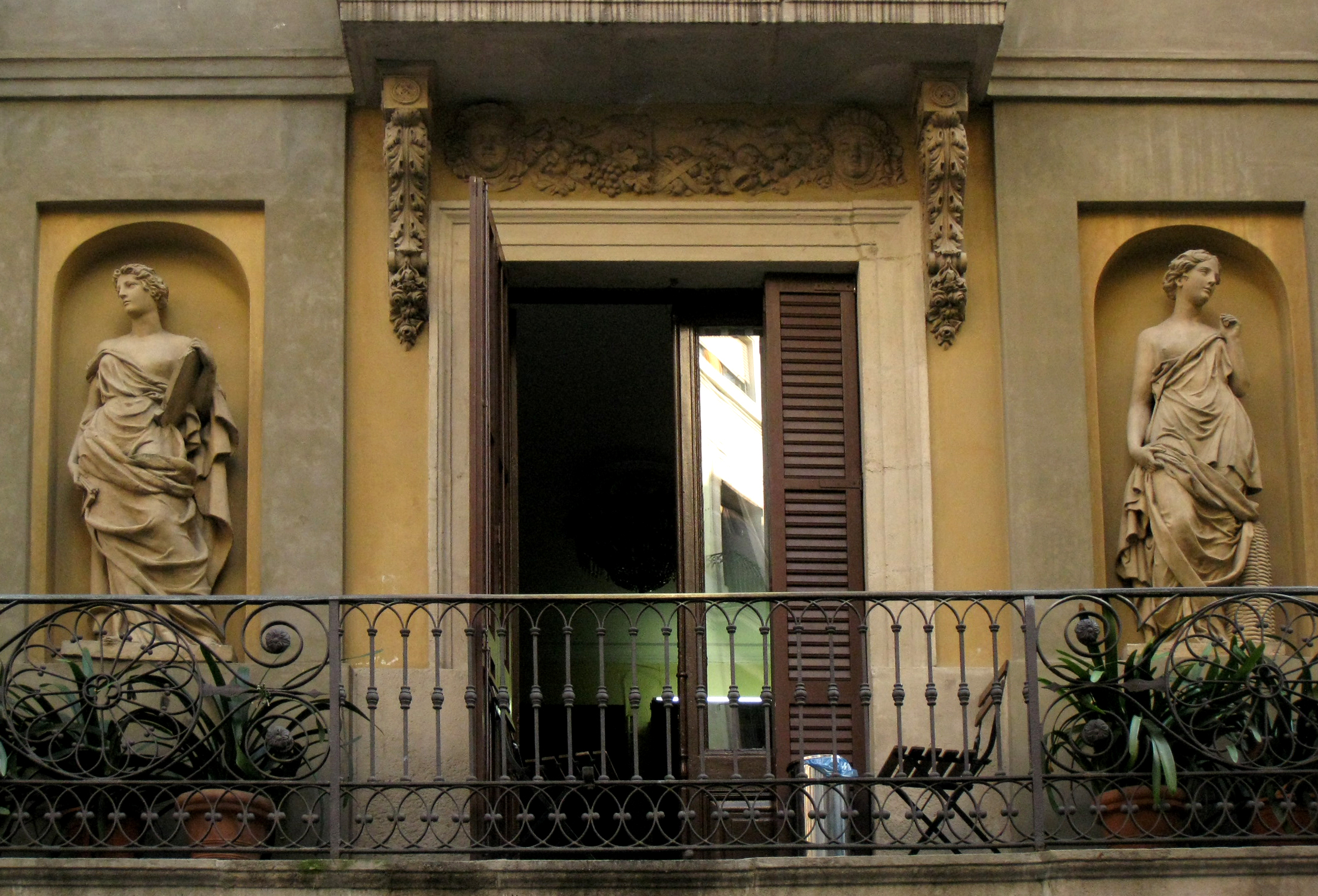
Balcó i escultures de la façana

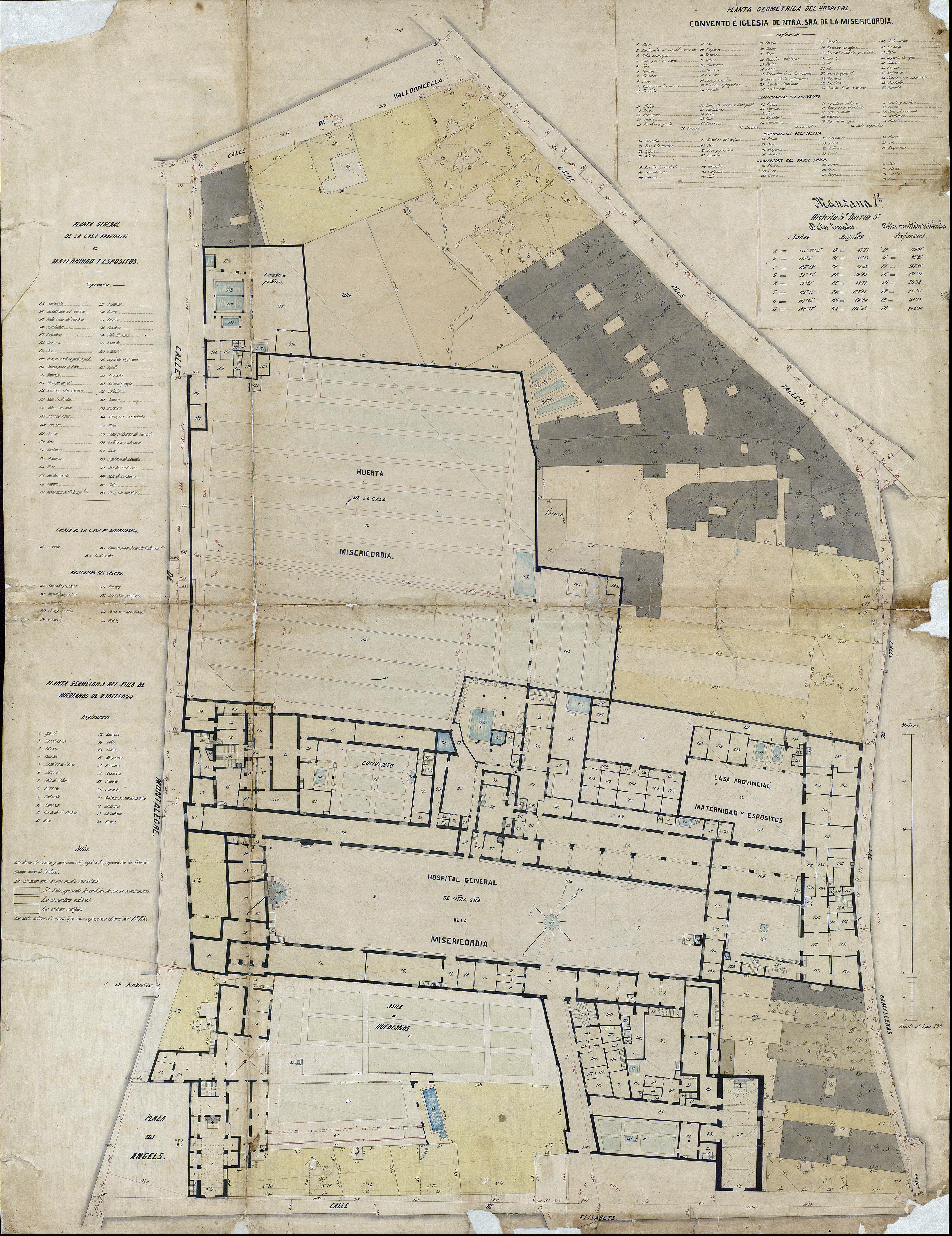
Quarteró núm. 55 de Garriga i Roca (c. 1860)

La façana s'estructura de manera vertical en la composició, no traspassant normalment els límits dels pisos. A l'alçada de la balconada de la primera planta hi ha, a costat i costat de l'obertura més centrada, dues escultures de terracota d'aire clàssic i aproximadament d'escala humana, obra de l'escultor Josep Anicet Santigosa i Vestratén. Per sobre d'aquestes, al segon i tercer pis, hi ha dos plafons allargats dominats per motius florals, foliacis i en general vegetals. Novament per sobre, en el mateix eix vertical, hi ha dos medallons amb efígies dedicades a l'escultor grec clàssic Praxíteles i al ceramista manierista francès Bernard Palissy. Per acabar, alguns elements decoratius, de naturalesa vegetal, tant esculpits com en terracota, es troben en les mènsules que suporten els balcons i també en plaques situades per sobre de les obertures. Això es manté en la primera i la segona planta, mentre que hi són absents a la tercera.